# Moore Haven
Moore Haven è una città degli Stati Uniti d'America situata in Florida, nella Contea di Glades, della quale è anche il capoluogo.